# Хоргош
Хорго́ш (серб. Хоргош) — село в Сербії, відноситься до общини Каніжа Північно-Банатського округу автономного краю Воєводина.
Село розташоване біля кордону з Угорщиною, де знаходиться прикордонний КПП. Знаходиться на залізниці Сегед-Суботиця, тут також починається залізнична гілка на південь до містечка Каніжа.

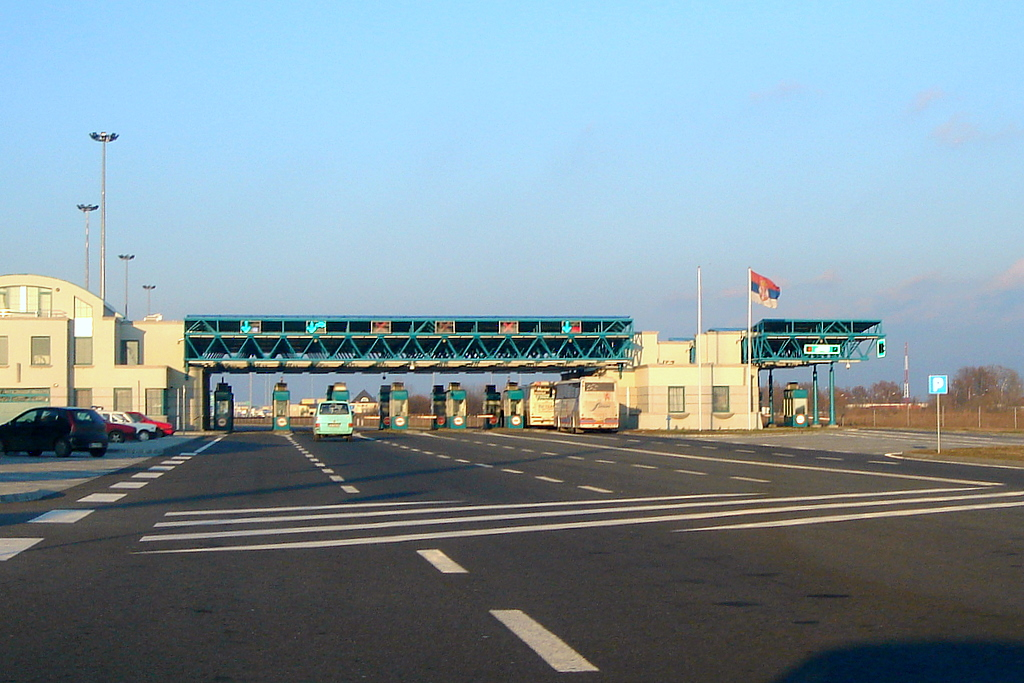
Прикордонний КПП

До 1918 року село належало до угорського комітату Чонград. Після поразки Австро-Угорщини в Першій світовій війні найпівденніша частина комітату Чонград була передана Королівству сербів, хорватів та словенців, яке з 1929 року отримало назву Югославія. Інша частина залишилась у складі Угорської республіки, утворивши медьє Чонград. Цей розподіл був закріплений умовами Тріанонського договору 1920 року.

## Населення
Населення села становить 6 325 осіб (2002, перепис), з них:
- угорці — 83,8%
- серби — 6,9%
- цигани — 7,9%
- югослави — 1,8%,

живуть також чорногорці, хорвати, бунєвці, албанці, німці, українці, словенці, словаки, росіяни, румуни, слов'яни-мусульмани та македонці.